# Bon Jovi
Bon Jovi là một ban nhạc hard rock đến từ Sayreville, New Jersey. Được thành lập và lấy tên ban nhạc theo ca sĩ hát chính là Jon Bon Jovi, nhóm đã đạt được nhiều thành công lớn vào thập niên 1980. Trong 25 năm qua, Bon Jovi đã bán hơn 120 triệu album trên toàn thế giới, trong đó có 34 triệu bản bán ở Mỹ.
Bon Jovi được thành lập vào năm 1983 bao gồm ca sĩ hát chính Jon Bon Jovi, tay ghita Richie Sambora, keyboard David Bryan, tay bass Alec John Such, và tay trống Tico Torres. Ngoài trừ sự ra đi của John Alec Such vào năm 1994 (làm cho nhóm chỉ còn bốn thành viên), nhóm vẫn giữ nguyên đội hình cũ trong suốt 25 năm qua.
Sau hai album thành công vừa phải trong năm 1984 và năm 1985, nhóm đã ghi điểm khá cao với Slippery When Wet (1986) và New Jersey (1988), bán được những 19 triệu bản chỉ riêng tại Mỹ, đạt vị trí số một trong 11 bảng Top Ten trên toàn thế giới (riêng bài Blaze of Glory 5 lần đạt vị trí số 1), đã đưa Bon Jovi vào vị trí những ngôi sao ca nhạc quốc tế.
Sau những tour diễn không ngừng nghỉ, ban nhạc tạm thời gián đoạn sau New Jersey Tour vào năm 1990, trong thời gian này Jon Bon Jovi và Richie Sambora cả hai đều phát hành những album đơn khá thành công. Vào năm 1992, nhóm quay trở lại với album đạt cú đúp bạch kim Keep the Faith và từ đó gặt hái liên tục chuỗi đĩa bạch kim từ thập niên 1990 đến thập niên 2000.
Vào năm 2006, băng chiến thắng một giải Grammy bài hát Country hợp tác tốt nhất cho bài "Who Says You Can't Go Home" với Jennifer Nettles từ Sugarland và đồng thời là ban nhạc rock đầu tiên đạt vị trí số 1 danh hiệu "Những ca khúc Đồng quê hay nhất" cũng với ca khúc trên. Ban nhạc cũng nhận được nhiều đề cử Grammy cho những album Crush, Bounce, và Lost Highway.
Trong suốt sự nghiệp của họ, nhóm đã cho ra đời mười album phòng thu, trong đó chín đã đạt được đĩa bạch kim. Ngoài ra, nhóm đã có 19 đĩa đơn đạt Top 40 trong bảng xếp hạng Billboard, bốn trong số đó đạt vị trí số 1 ("You Give Love a Bad Name", "Livin' on a Prayer", "Bad Medicine", và "I'll Be There for You"). Ban nhạc cũng giữ kỷ lục nhiều tuần nhất cho một album hard rock trên Bảng xếp hạng Billboard 200 với Slippery When Wet, cũng như Top 10 đĩa đơn hard rock từ một album, với New Jersey, giữ kỷ lục trong 5 tuần.

## Lịch sử

### Hình thành

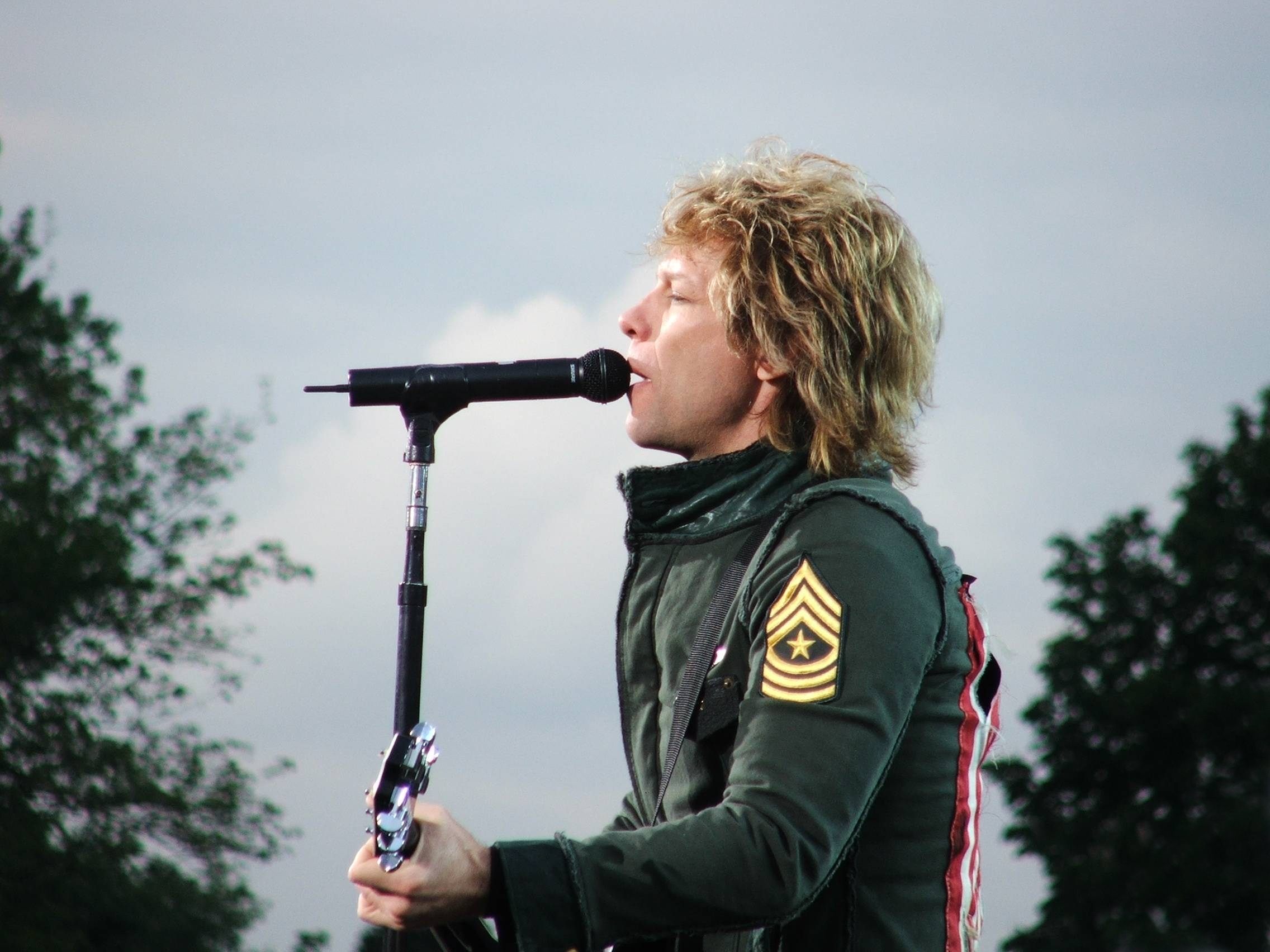
Jon Bon Jovi

Jon Bon Jovi bắt đầu chơi piano và guitar từ năm 13 tuổi với ban nhạc đầu tiên của anh, ban nhạc Raze. Ông được kết nạp vào trường dành cho nam sinh tên là Trường trung học St. Joseph tại Metuchen, New Jersey, những sau đó ông đã rời trường để ra một trường học công tên Trường trung học Sayreville War Memorial. Lúc mười sáu tuổi, Bon Jovi gặp David Bryan (tên đầy đủ là David Bryan Rashbaum) và thành lập một ban chuyên cover nhạc tên Atlantic City Expressway. Họ chơi tại câu lạc bộ New Jersey, mặc dù bọn họ chỉ là nhân vật thứ yếu. Trong thời gian còn tuổi vị thành niên ấy, Bon Jovi còn chơi cho ban nhạc John Bongiovi và ban nhạc Wild Ones, chơi ở những câu lạc bộ địa phương như "The Fast Lane" và được nhiều người dân ở đây biết đến.
Vào giữa năm 1982, ra trường và làm việc bán thời gian cho một hiệu giày, Bon Jovi nhận được một công việc trong phòng thu Power Station Studios, một công ty thu âm Mahattan nơi mà anh họ của anh, Tony Bongiovi, là đồng sở hữu. Bon Jovi làm một vài bản demo (trong đó có một bản được sản xuất bởi Billy Squier), và gửi đi một số công ty thu âm, nhưng không tạo được một ấn tượng nào.
Năm 1983, Bon Jovi đến thăm một đài phát thanh địa phương WAPP 103.5FM "The Apple", ở Hồ Success, New York. Anh ấy nói trực tiếp với D.J., Chip Hobart, người đã đề nghị Bon Jovi cho đài WAPP đưa bài "Runaway" vào trong một album biên tập lại tập hợp những tài năng của địa phương. Và thế là Bon Jovi phải miễn cưỡng đưa cho họ bài hát mà nhóm Bon Jovi đã phải sử dụng rất nhiều nhạc sĩ phòng thu để hòa âm bài này (bài hát được viết vào năm 1980). Những nhạc sĩ hòa âm bài này được biết đến với cái tên "The All Star Review". Họ gồm: cây ghita Dave Sabo và Tim Pierce, keyboard Roy Bittan, tay trống Frankie LaRocka và tay bass Hugh McDoanld.
Bài hát bắt đầu được phát trên đài New York, sau đó lan sang một số đài lân cận. Vào tháng 3 năm 1983, Bon Jovi mời thêm hai thành viên mới là tay ghita bass Alec John Such và tay trống đầy kinh nghiệm Tico Torress.
Người đánh ghita chính trong nhóm là người hàng xóm của Jon Bon Jovi, Dave Sabo (biệt danh The Snake), sau này trở thành thành viên của nhóm nhạc heavy metal Skid Row.
Lúc đó Richie Sambora trở thành cây ghita chính.
Trước khi tham gia nhóm, Richie Sambora đã lưu diễn cùng với Joe Cocker, chơi cho nhóm nhạc tên Mercy và đã được nhóm nhạc Kiss mời thử giọng. Anh ta cũng chơi trong album Lessons với ban nhạc Message, nhóm đã phát hành CD với hãng thu âm Long Island Records vào năm 1995.
Tay trống Tico Torress cũng là một nhạc công đầy kinh nghiệm, đã từng thu âm và chơi với các ban nhạc Phantom's Opera, The Marvelettes, và Chuck Berry. Anh ta đã chơi trong 26 bản thu âm và gần đây là thu âm với ban nhạc Frankie and the Knockouts, một ban nhạc New Jersey với nhiều bài hit trong thập niên 1980.
David Bryan đã rời ban nhạc mà anh cùng Jon Bon Jovi sáng lập để đi học Dược. Khi ở trong trường đại học, anh mới nhận thấy là anh muốn theo đuổi âm nhạc hoàn toàn, và anh đã đồng ý vào Trường Juilliard, trường nhạc của New York. Khi Bon Jovi kêu gọi những người bạn và muốn thành lập lại một ban nhạc và thu âm một cách hoàn hảo, Bryan đã theo Bon Jovi và ngưng việc học tập lại.
Đội hình của Bon Jovi, đã giữ ổn định trong một thời gian dài, bao gồm:
- Jon Bon Jovi - hát chính, ghita đệm, piano, harmonica
- Richie Sambora - ghita chính, talk box, hát bè
- David Bryan - keyboard, hát bè
- Tico Torres - trống, bộ gõ
- Alec John Such - ghita bass, hát bè

### Thập niên 1980
Khi ban nhạc bắt đầu đi diễn mở rộng và tham gia các cuộc thi tài năng địa phương, nhóm đã tạo được sự chú ý của nhà điều hành phòng thu Derek Shulman, người sau đó đã gửi họ vào phòng thu Mercury Records, một bộ phận của công ty PolyGram. Bởi vì nhóm cần một cái tên, nên Jerry Jaffe, giám đốc A&R tại PolyGram, đã đặt tên nhóm là Bon Jovi.
Với sự giúp đỡ của giám đốc mới Don McGhee, album đầu tay của nhóm,  Bon Jovi, được phát hành vào ngày 21 tháng 1 năm 1984. Album đạt đĩa vàng ở Mỹ (bán được trên 500.000 bản) và cũng được phát hành tại Anh quốc. Nhóm cũng được tham gia hát mở màn cho ban nhạc hard rock ZZ Top tại Madison Square Garden (trước khi album đầu tiên được phát hành), và cho Scorpions và Kiss tại châu Âu. Nhóm cũng xuất hiện trong chương trình TV nổi tiếng là American Banstand .
Vào năm 1985, album thứ hai của Bon Jovi là 7800° Fahrenheit được phát hành. Khi nhóm chuẩn bị cho tour lưu diễn mở rộng cùng nhóm Ratt, album nhận được những lời đánh giá thấp từ giới phê bình. Tờ báo rock metal đứng đầu Anh quốc là Kerrang!, có ấn tượng tốt với album đầu tay của nhóm, đã gọi album đó là "nghe theo những ca từ của Bon Jovi, chúng tôi đã biết tình yêu và biết cách để yêu". Jon Bon Jovi cũng đã tự nói sau đó là đáng lẽ album đó họ có thể và nên làm tốt hơn nữa.
Họ nhờ nhà viết nhạc Desmond Child cho album thứ ba. Slippery When Wet. Đồng tác giả với Child trong một số bài hit của nhóm, ban nhạc đã vươn lên vị trí siêu sao khắp thế giới với ca khúc "You Give Love a Bad Name", "Livin' On A Prayer", và "Wanted Dead or Alive". Album đã được bán hơn 26 triệu bản trên toàn thế giới kể từ ngày phát hành vào cuối nắm 1986. Vào năm 1987, nhóm hát mở màn cho chương trình liên hoan "Monsters of Rock" tại Anh quốc cùng với Dio, Metallica, W.A.S.P., Anthrax, và Cinderella. Tour diễn đem lại thiệt hại cho nhóm là hát chính Jon Bon Jovi gặp trục trặc với giọng hát của mình. Những bài hát có thanh âm quá cao và những lịch diễn dày đặc thật sự phá hoại giọng hát của anh. Với sự giúp đỡ của một chuyên gia về kỹ thuật thanh âm, anh ta cũng đã đi hết được tour diễn. Và từ đó Jon Bon Jovi phải hát với cao độ thấp hơn ngày xưa.
Album tiếp theo, phát hành vào năm 1988, [[New Jersey (album)|New Jersey. Album được thu âm ngay sau khi kết thúc tour diễn Slippery. Album là một sự thành công lớn về mặt thương mại, với bài hit "Bad Medicine", "Lay Your Hands on Me" và "I'll Be There for You". New Jersey trở thành một album hit và là album hard rock đầu tiên có 5 bài hát lọt vào Top Ten đĩa đơn. "Bad Medicine" và "I'll Be There for You" đều đạt vị trí số 1, còn "Born to Be My Baby" vị trí số 3, "Lay Your Hands on Me" vị trí số 7, và "Living in Sin" vị trí số 9.
New Jersey được phát hành kèm theo bản video New Jersey: The Videos and Access All Areas, cũng như tour diễn kéo dài 18 tháng, tour diễn được đặt tên là The Jersey Syndicate Tour. Năm 1989, ban nhạc hát tại liên hoan Moscow Music Peace Festival cùng với Scorpions, Ozzy Osbourne, Mötley Crüe và Skid Row.

### Thập niên 1990
Trong khoảng năm 1990 & 1992, những thành viên của ban nhạc tạm thời có những hướng đi riêng để tập trung lại trước khi viết và thu âm album mới. Thời gian nghỉ ngơi này cũng đã giúp họ xác định hướng đi phù hợp cho Bon Jovi trước viễn cảnh âm nhạc thay đổi một cách nhanh chóng khi họ tái xuất. Jon Bon Jovi cũng thu 1 album solo, 1 soundtrack cho bộ phim Young Guns II, được biết đến nhiều hơn dưới cái tên Blaze of Glory (mà trong đó có sự xuất hiện ngắn của anh). Được tung ra vào năm 1990, album này có sự hợp tác của nhiều tên tuổi lớn như Elton John, Little Richard, và Jeff Beck. Album đã rất thành công về doanh số, nhận được những lời phản hồi tích cực và nhanh chóng đạt được đĩa bạch kim. Bài "Blaze of Glory", đã leo lên vị trí số 1 trên Billboard Hot 100 và mang đến cho Jon 1 đề cử giải Oscar cho Bài hát hay nhất. Blaze of Glory đã được trao giải thưởng Quả cầu vàng.
Năm 1992, ban nhạc tái xuất với album Keep the Faith. Được sản xuất bởi Bob Rock, album này có lời và giai điệu chín muồi hơn trước. Các đĩa đơn "Bed of Roses", "Keep the Faith" và "In These Arms", tất cả đều lọt vào Top 40 ở Mỹ. Những bài hát khác trong album được tung ra dưới hình thức đĩa đơn trên toàn thế giới, chủ yếu là 3 đĩa đơn "Dry County", "I Believe", và "I'll Sleep When I'm Dead."
Năm 1994, Bon Jovi tung ra 1 album Những bài Hit hay nhất mang tên Cross Road, với 2 bài hát mới: đĩa đơn "Always" và "Someday I'll Be Saturday Night", cùng với bản được cập nhật của bài "Livin' on a Prayer" mang tên "Prayer '94", và là phiên bản chỉ có duy nhất ở Mỹ. Bài "Always" ban đầu được viết để làm soundtrack cho bộ phim Romeo Is Bleeding, nhưng sau khi xem (và cảm thấy không thích) bộ phim, ban nhạc quyết định đưa bài hát cho nhà sản xuất và tung ra trong album Cross Road. Bản nhạc hình của "Always" có sự tham gia của Carla Gugino, 1 nữ diễn viên có mặt trong nhiều show truyền hình và phim truyện như Son In Law, và nam diễn viên Jack Noseworthy được biết đến qua bộ phim U-571 vào năm 2000. "Always" bám trụ ở bảng xếp hạng Billboard Hot 100 trong vòng 32 tuần lễ và trở thành một trong những bài Hit hay nhất của Bon Jovi. Bài hát leo lên vị trí thứ 4 trên những bảng xếp hạng của Mỹ và vị trí số 1 trên các bảng xếp hạng ở châu Âu, châu Á và ở Úc. Đĩa đơn này bán rất chạy và đã đạt đĩa bạch kim ở Mỹ.
Cùng năm đó, tay bass Alec John Such rời nhóm, đây là sự thay đổi thành viên đầu tiên kể từ khi ban nhạc được thành lập. Hugh McDonald, tay bass chơi trong bài "Runaway", ngẫu nhiên thay thế vị trí của Such với những tin đồn là anh thậm chí đã chơi bass trong cả những album trước. Jon Bon Jovi nói về sự ra đi của Such: "Dĩ nhiên đó là sự mất mát rất lớn. Nhưng tôi đã học được cách chấp nhận và tôn trọng điều đó. Thực ra tôi là 1 kẻ nghiện công việc, lúc nào cũng ở studio và trên sân khấu, tôi muốn tiếp xúc với âm nhạc bất kể ngày đêm, và điều đó không có nghĩa là mọi người đều phải điều chỉnh để theo nhịp độ ấy. Alec đã muốn từ bỏ từ lâu, và đây không phải là một bất ngờ lớn"
Năm 1995, album These Days đạt đĩa bạch kim ở Mỹ và leo lên vị trí thứ nhất trên các bảng xếp hạng ở Anh. Album này gồm 1 đĩa đơn hit ở Mỹ mang tên "This Ain't a Love Song". Những bài khác là những single được ưa thích ở châu Âu, bao gồm "Hey God", "Something for the Pain", "Lie to Me", và bài chủ đề của album.
Cuối tour lưu diễn để quảng bá cho album These Days, ban nhạc một lần nữa quyết định tạm thời nghỉ ngơi để theo đuổi những đam mê khác. Tico đã tận dụng cơ hội này để đi sâu vào nghiên cứu hội họa trong khi David viết và sáng tác những bản nhạc nhảy đa dạng khác. Năm 1998, Richie tung ra album solo lưu diễn của mình mang tên Undiscovered Soul.
Jon cũng lao vào nghiệp diễn viên. Anh đóng vai chính trong các bộ phim Little City và The Leading Man, và tham gia đóng vai phụ trong Moonlight and Valentino, Homegrown, và U-571, cùng với những bộ phim khác. Trong thời gian rảnh rỗi khi quay các bộ phim, anh đã sáng tác album solo thứ hai của mình mang tên Destination Anywhere vào năm 1997. Album này cũng đã nhận được những phản hồi tích cực và rất thành công ở châu Âu. Một đoạn phim ngắn cùng tên đã được quay và tung ra cùng với đĩa nhạc, nội dung dựa hoàn toàn trên các bài hát có trong album, trong đó Jon Bon Jovi, Demi Moore, Kevin Bacon và Whoopi Goldberg thủ vai chính. Dave Stewart của nhóm Eurythmics đã chơi guitar cho bản thâu và sản xuất những bài khác trong album.
Bon Jovi tái hợp vào năm 1999 để thâu bài "Real Life" cho bộ phim EdTV. David Bryan đã không thể tham gia ghi hình cho bài hát do chấn thương bàn tay trong một tai nạn khi đang sửa nhà, vì thế ban nhạc đã phải sử dụng hình của anh bằng bìa cac-tông để quay cho bản nhạc hình đó.

## Thành viên

### Thành viên hiện tại
- Jon Bon Jovi - hát chính, ghita đệm, piano, harmonical (1983-nay)
- Phil Theofilos Xenidis- ghita chính, talk box, hát bè - thay thế cho Richie Sambora đã rời nhóm vào năm 2013 (2016-nay)
- David Bryan - keyboard, hát bè(1983-nay)
- Tico Torres - trống, bộ gõ (1983-nay)

và
- Hugh McDonald - ghita bass, hát bè (1994-nay)
- Bobby Bandiera - ghita đệm (2003-nay) (thành viên lưu diễn)
- Lorenza Ponce - vĩ cầm, bộ dây (2006-nay) (thành viên lưu diễn)
- Kurt Johnston - ghita thép (2006-nay) (thành viên lưu diễn)

### Thành viên cũ
- Alec John Such - ghita bass, hát bè (1983-1994)
- Richie Sambora - ghita chính,hát bè,talkbox (1983-2013)

## Album
- Bon Jovi (1984)
- 7800° Fahrenheit (1985)
- Slippery When Wet (1986)
- New Jersey (1988)
- Keep the Faith (1992)
- These Days (1995)
- Crush (2000)
- Bounce (2002)
- Have a Nice Day (2005)
- Lost Highway (2007)
- The Circle (2009)
- What About Now (2013)
- Burning Bridges (2015)
- This House Is Not for Sale (2016)
- 2020 (2020)
- Forever (2024)

## Các tour lưu diễn
- Slippery When Wet Tour
- New Jersey Syndicate Tour
- Keep the Faith Tour
- Crossroads Tour
- These Days Tour
- Crush Tour
- One Wild Night Tour
- Bounce Tour
- Have a Nice Day Tour
- Lost Highway Tour